# Клавиатура Янко

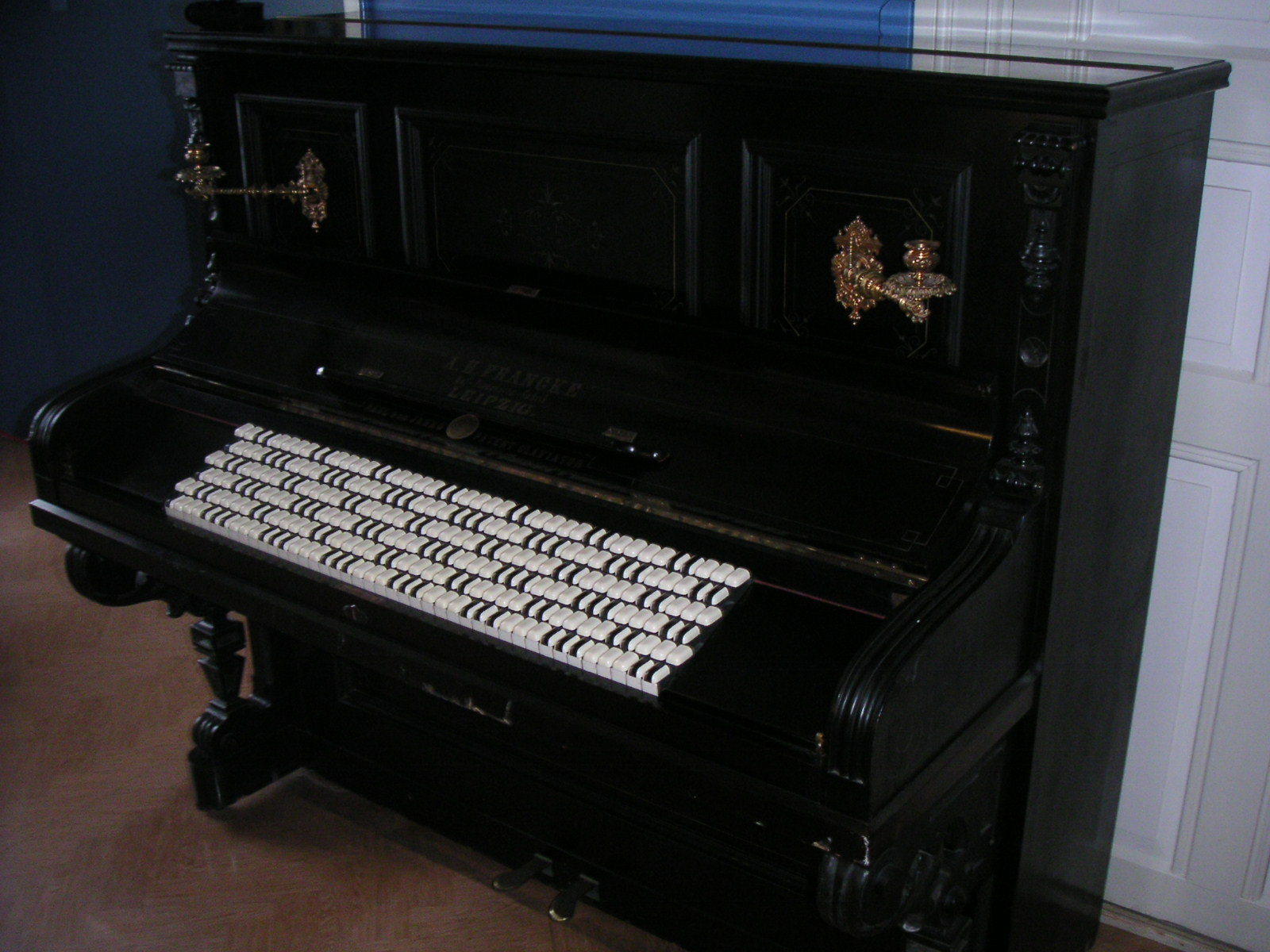
Фортепиано с музыкальной раскладкой клавиатуры Пауля фон Янко

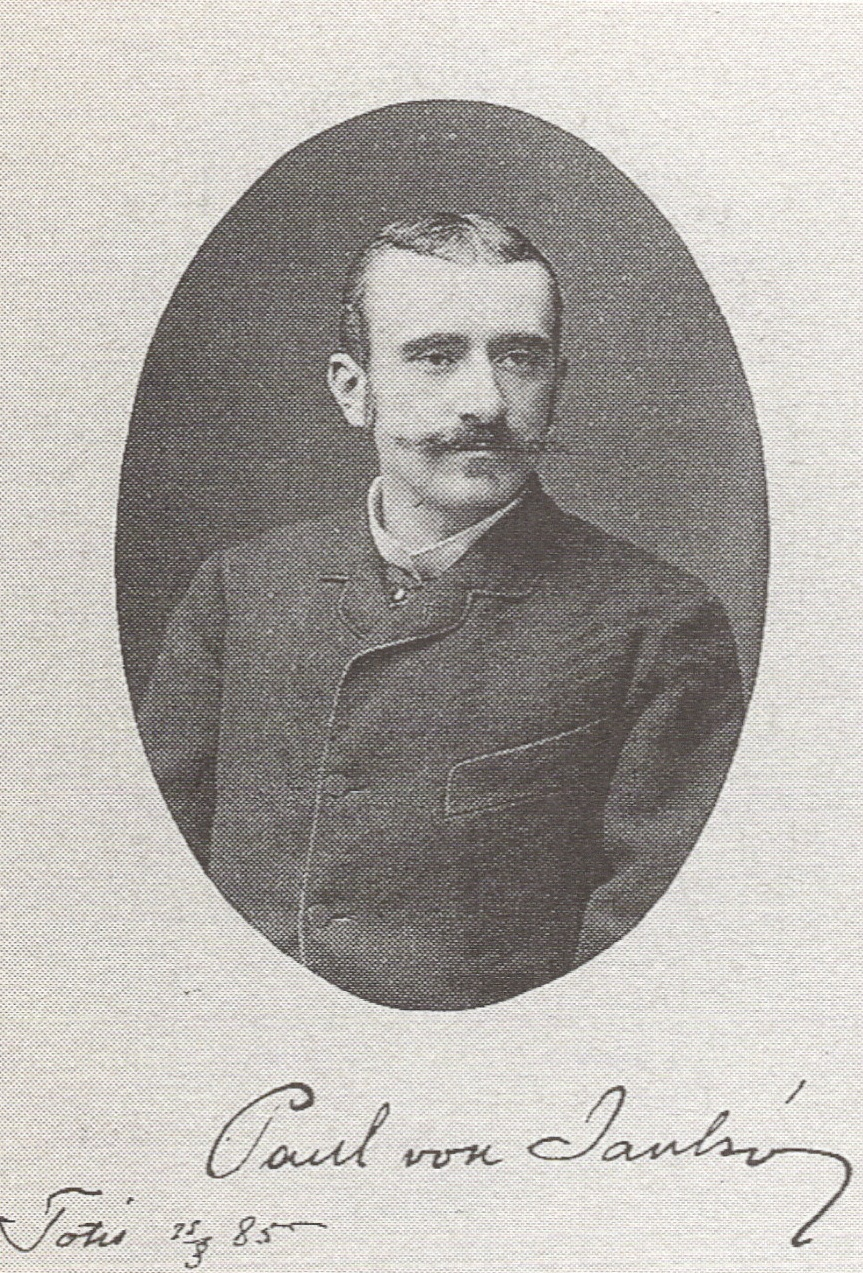
Пауль фон Янко́ — изобретатель клавиатуры Янко.

Клавиату́ра Янко́ (венг. Billentyűzet Jankó) — музыкальная раскладка клавиатуры фортепиано, созданная венгерским пианистом и инженером Паулем фон Янко в 1882 году.

## Конструкция
Она была разработана для преодоления двух ограничений традиционной клавиатуры: крупномасштабной геометрии клавиш (исполнение ноны или даже октавы может быть затруднительно или невозможно для пианистов с маленькими руками), и того обстоятельства, что у каждой гаммы присутствует своя собственная аппликатура. Клавиатура Янко имеет шесть рядов клавиш. Каждый вертикальный «столбец» из трёх чёрных клавиш отстоит на полтона от соседних белых. Таким образом, внутри каждого ряда интервал от одной ноты до другой составляет большую секунду.
Такое расположение клавиш приводит к тому, что каждый аккорд и гамма имеют одинаковую форму на клавиатуре с одинаковой аппликатурой независимо от тональности, поэтому при транспонировании музыки геометрия не меняется. Кроме того, использование нескольких рядов позволяет пианисту более естественно подстраивать контур своей руки к клавишам. Конфигурация сохраняет расцветку традиционных клавиатур (белые натуральные, черные диезы и бемоли) для педагогических целей.

Для 88-нотной (полноразмерной) клавиатуры всего будет 264 клавиши, причем каждая нота может воспроизводиться тремя клавишами, расположенными по вертикали. На картинке сверху белые клавиши окрашены, чтобы показать, как они связаны между собой. Вместо 123 см клавиатура имеет ширину всего 89 см, а меньший размер клавиш позволяет достигать более широких интервалов.

## Известность
Клавиатура Янко произвела фурор во время своего изобретения, во многом благодаря своему уникальному внешнему виду и продуманному дизайну клавиатуры. Американский производитель фортепиано Decker Brothers запустил производство клавиатуры примерно в 1891 году, и примерно в то же время в Нью-Йорке была основана Музыкальная консерватория Пауля фон Янко. Было даже руководство, написанное У. Брэдли Киллером, под названием «Как играть на новой клавиатуре».
Несмотря на все это, клавиатура Янко так и не добилась широкой популярности. Преподаватели музыки не были уверены, что преимуществ новой клавиатуры достаточно, чтобы бросить вызов традиционной клавиатуре. Немногие исполнители были готовы заново разучивать свой репертуар на новой клавиатуре с совершенно другой аппликатурой. Обе причины заставили производителей клавишных инструментов бояться вкладывать средства в переработанную клавиатуру, которая обещала иметь лишь незначительный коммерческий успех.
С момента ее создания появилось много вариантов этой клавиатуры. Сам Янко (в немецком патенте 25852 от 14 января 1884 г.) изначально выбрал форму клавиш, которая напоминала тонкие черные клавиши на знакомой фортепианной клавиатуре. Через год (в патенте Германии 32138 от 1 июля 1885 г.) клавиши стали шире и короче. Другие изобретатели подали патенты на клавиатуры, которые в значительной степени аналогичны его конструкции, но чаще всего отличаются формой клавиш или инструментом, к которому эти клавиатуры прикреплены.